# Helmut Hoffmann (Komiker)

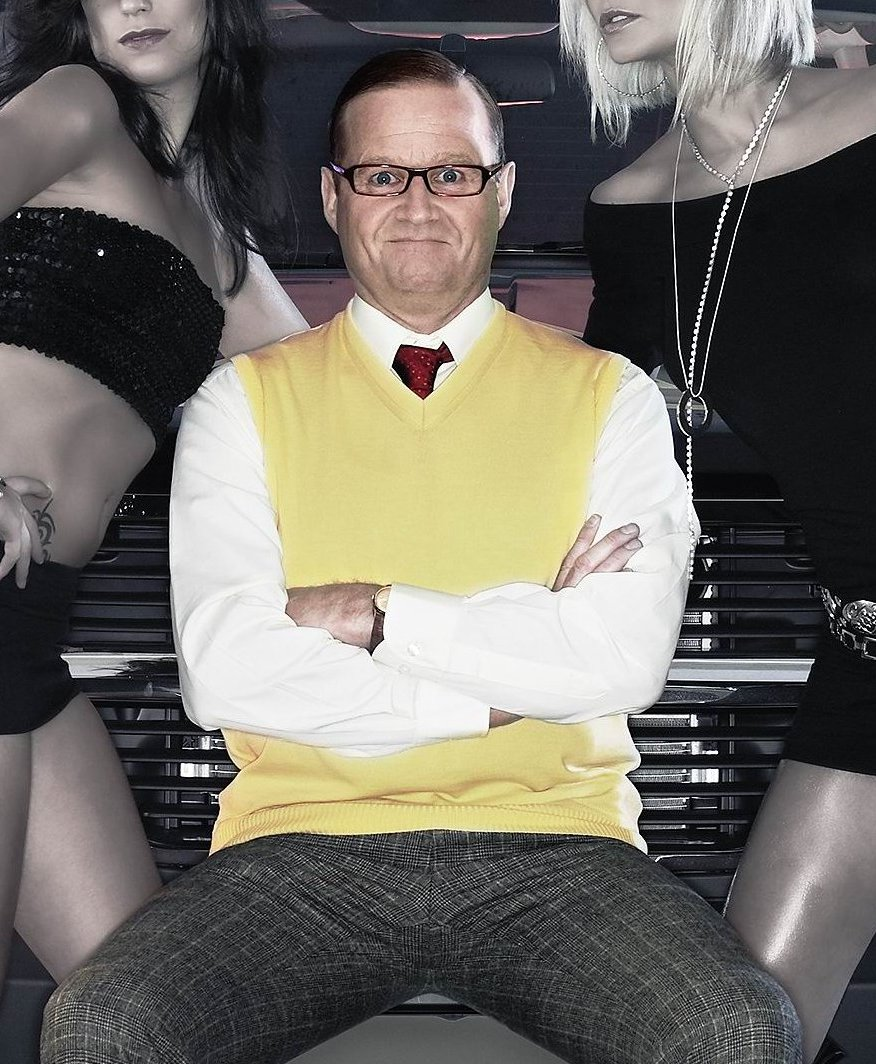
Hans-Hermann Thielke

Helmut Hoffmann (* 8. Februar 1956 in Betzendorf) ist ein deutscher Komiker und Kabarettist, der mit seiner Rolle des Postbeamten und Durchschnittsmenschen Hans-Hermann Thielke bekannt wurde.
Der Norddeutsche war von 1966 bis 1972 Schüler am Johanneum Lüneburg. Seine schauspielerische Ausbildung erhielt er Anfang der 1990er-Jahre an der staatlich anerkannten Berufsfachschule für Clown, Komik & Theater im TuT Hannover. Um die Figur Hans-Hermann Thielkes, die der Komiker erstmals in dem Comedyprogramm Ein Leben für die Post (zusammen mit Michael Genähr) spielte, ranken sich inzwischen zwei Soloprogramme Hoffmanns (Jetzt rede ich! 2004–2007 und Jetzt oder nie!, 2008). Bekanntheit erlangte der Humorist vor allem aber auch durch zahlreiche überregionale Fernsehauftritte in einschlägigen Programmen von Quatsch Comedy Club über Mitternachtsspitzen bis hin zu Verstehen Sie Spaß?. Der NDR hatte zudem über längere Zeit eine feste, tägliche Kolumne mit dem Komiker, Post von Thielke (2007/2008), in seinem Radioprogramm. 2011 schrieb er das Buch „Wir haben Sie leider nicht angetroffen – Überleben mit der Deutschen Post“.